# 保罗·科德雷亚
保羅·科弗代爾（羅馬尼亞語：Paul Codrea；1981年4月4日—）是一位已經退役的羅馬尼亞足球運動員，在場上的位置是中場。他曾入選羅馬尼亞在2008年歐錦賽的大名單。